# Cavall (astrologia)
El cavall és el setè animal dels 12 cicles anuals del zodíac xinès. Segons l'astrologia xinesa, els cavalls són elegants, lleials, intuïtius, lliurepensadors, populars, extravertits i estudiosos, però també poc delicats, egocèntrics, imprevisibles, valents i que es focalitzen molt en els seus objectius. Són especialment compatibles amb els tigres, els gossos i les cabres (també conegudes com a ovelles). Són poc compatibles amb les rates.

## Altres característiques tradicionals
| Rang en el zodíac                        | 7è                                                    |
| Hores                                    | 11 a 13 hores                                         |
| Direcció del vent                        | Sud                                                   |
| Temporada i mes                          | Estiu, juny                                           |
| Color                                    | Taronja                                               |
| Paral·lel (no idèntic) símbol occidental | Gèminis                                               |
| Polaritat                                | Yang                                                  |
| Països                                   | Portugal, Mèxic, Sud-àfrica, Israel, Itàlia, Pakistan |